# Allagoptera arenaria
Allagoptera arenaria är en enhjärtbladig växtart som först beskrevs av Bernardino António Gomes, och fick sitt nu gällande namn av Carl Ernst Otto Kuntze. Allagoptera arenaria ingår i släktet Allagoptera och familjen Arecaceae. Inga underarter finns listade i Catalogue of Life.